# Педологія
Педоло́гія (від грец. παιδός — дитина й грец. λόγος — наука) — напрямок в науці, який мав на меті об'єднати підходи різних наук (медицини, біології, психології, педагогіки) до розвитку дитини. Термін застарілий, і сьогодні має тільки історичне значення. Більшість наукових результатів педологічних досліджень асимільовано психологією дитячого віку.
У 1936 році педологія в СРСР була оголошена «псевдонаукою» і припинила існування. Результатом розгрому педології було гальмування розвитку психології педагогічної та вікової, відставання в області психодіагностики, ослаблення уваги до особистості дитини в процесах навчання і виховання (так звана «бездітність» педагогії).